# Inel nul
În teoria inelelor inelul nul, inelul zero sau inelul trivial este unicul inel (până la izomorfism) format dintr-un singur element.
În categoria inelelor, inelul nul este obiectul final⁠(d), în timp ce inelul de numere întregi Z este obiectul inițial⁠(d).

## Definiție
Inelul nul, notat prin {0} sau pur și simplu 0, constă din mulțimea cu un singur element {0} cu operațiile + și • definite astfel încât 0 + 0 = 0 și 0 • 0 = 0.

## Proprietăți
- Inelul nul este unicul inel în care elementul neutru față de adunare 0 și cel față de înmulțire 1 coincid.[10][11] (Demonstrație: dacă 1 = 0 într-un inel R, atunci pentru toate r din R sunt valabile relațiile r = 1r = 0r = 0.
- Inelul nul este comutativ.
- Elementul 0 din inelul nul este o unitate⁠(d), care servește ca propriul său element invers.
- Grupul de unități al inelului nul este grupul trivial {0}.
- Elementul 0 din inelul nul nu este un divizor al lui zero.
- Singurul ideal al inelului nul este idealul nul {0}, care este și unitatea ideală, egală cu întregul inel. Acest ideal nu este nici maximal nici prim.
- Inelul nul este în general exclus din corpuri, în timp ce ocazional este numit corpul trivial. Excluderea acestuia este în acord cu faptul că idealul său nul nu este maxim. (Când matematicienii vorbesc despre „corpul cu un element⁠(d)”, ei se referă la un obiect inexistent, iar intenția lor este de a defini categoria care ar fi categoria schemelor care se referă la acest obiect matematic, dacă el ar exista.)
- Inelul nul este în general exclus din domeniile de integritate.[12] Dacă inelul nul este considerat a fi un domeniu este o chestiune de convenție, dar există două avantaje în a considera că nu este un domeniu. În primul rând, asta este în acord cu definiția că un domeniu este un inel în care 0 este singurul divizor al lui zero (în general, 0 este necesar să fie un divizor al lui zero, lucru fals în inelul nul). În al doilea rând, în acest fel, pentru un întreg pozitiv n, inelul Z/nZ este un domeniu dacă și numai dacă n este prim, dar 1 nu este prim.
- Pentru rice inel A, există un homomorfism de inele⁠(d) unic de la A la inelul nul. Astfel, inelul nul este un obiect terminal din categoria inelelor.[13]
- Dacă A este un inel nenul, atunci nu există nici un homomorfism de inele de la inelul nul la A. În special, inelul nul nu este un subinel al niciunui inel nenul.[14]
- Inelul nul este inelul unic al caracteristicii 1.
- Singurul modul⁠(d) pentru inelul nul este modulul nul. Este liber de rangul א pentru orice număr cardinal א.
- Inelul nul nu este un inel local⁠(d). Este, totuși, un inel semilocal.
- Inelul nul este artinian și (prin urmare) inel noetherian⁠(d).
- spectrul⁠(d) inelului nul este schema⁠(d) vidă.[15]
- Dimensiunea Krull a inelului nul este −∞.
- Inelul nul este semisimplu, dar nu simplu.
- Inelul nul nu este o algebră simplă centrală peste niciun corp.
- Inelul total de fracții al inelului nul este el însuși.

## Construcții
- Pentru orice inel A și ideal I al lui A, inelul factor A/I este inelul nul dacă și numai dacă I = A, adică dacă și numai dacă I este unitatea ideală.
- Pentru orice inel comutativ A și mulțime multiplicativă S din A, localizarea⁠(d) S−1A este inelul nul dacă și numai dacă S îl conține pe 0.
- Dacă A este orice inel, atunci inelul M0(A) de matrici 0 × 0 peste A este inelul nul.
- Produsul direct⁠(d) al unei colecții vide de inele este inelul nul.

- Endomorfismul de inele al grupului trivial este inelul nul.
- Inelul funcțiilor continui reale din spațiul topologic vid este inelul nul.